# Árvátfalva
Árvátfalva (románul Arvăteni) falu Romániában Hargita megyében. Közigazgatásilag Felsőboldogfalvához tartozik.

## Fekvése
A falu a Garán-patak völgyében fekszik, községközpontjától
Felsőboldogfalvától 2, Székelyudvarhelytől 6 km-re.

## Története
A falut 1821-ben tűzvész pusztította. 1910-ben még 215, 1992-ben 88 magyar lakosa volt. A trianoni békeszerződésig Udvarhely vármegye Udvarhelyi járásához tartozott.
Református temploma a 17. században épült, de 1954-ben le kellett bontani, mert földcsuszamlás fenyegette. Az új templom alapjait 1958-ban lerakták, de az építés abbamaradt.

## Híres emberek
Itt született 1819-ben Nagy Lajos színész, műfordító.